# Jeremy Allen White
Jeremy Allen White (Brooklyn, 17 de fevereiro de 1991), é um ator norte-americano. Ele é conhecido por interpretar Phillip "Lip" Gallagher na série dramática da Showtime Shameless (2011–2021). Ele também apareceu na primeira temporada da série de suspense Homecoming (2018) e em vários filmes, incluindo Afterschool, Twelve, After Everything e The Rental. Desde 2022, ele estrelou a série dramática do Hulu, The Bear, pela qual foi aclamado pela crítica e ganhou dois prêmios Emmy.

## Primeiros anos
Antes de se conhecerem, os pais de White haviam se mudado para Nova Iorque para continuar suas carreiras de ator. Sua mãe Eloise é da Carolina do Norte e tem um BFA da Virginia Commonwealth University. Depois de se conhecerem, se apresentarem juntos no palco por vários anos e se casarem, o casal encerrou suas carreiras como atores e conseguiram empregos que os ajudariam a sustentar sua nova família.
Durante toda a escola primária, White foi dançarino, especificamente de balé, jazz e sapateado. Aos treze anos, ao entrar em um novo programa de dança do ensino médio, ele mudou de ideia e decidiu seguir atuando. White conseguiu o trabalho de interpretar Phillip "Lip" Gallagher em Shameless logo após o ensino médio.

## Vida pessoal
White casou-se com a atriz Addison Timlin em 18 de outubro de 2019. Eles têm duas filhas juntos, nascidas em outubro de 2018 e dezembro de 2020. Em maio de 2023, Timlin entrou com o pedido de divórcio.

## Filmografia

### Filme
| Ano  | Título                  | Papel             | Notas       |
| ---- | ----------------------- | ----------------- | ----------- |
| 2006 | Beautiful Ohio          | Jovem Clive       |             |
| 2007 | The Speed of Life       | Sammer            |             |
| 2008 | Afterschool             | Dave              |             |
| 2010 | Twelve                  | Charlie           |             |
| 2012 | The Time Being          | Gus               |             |
| 2012 | Movie 43                | Kevin Miller      |             |
| 2013 | Bad Turn Worse          | Bobby             |             |
| 2014 | Rob the Mob             | Roberto Uva       |             |
| 2015 | You Can't Win           | Sorridente        |             |
| 2017 | Chasing You             | Ben               | Filme curto |
| 2018 | After Everything        | Elliot            |             |
| 2018 | Cornflower              | Ladle             | Filme curto |
| 2019 | Chasing You             | Ben               | Filme curto |
| 2020 | Viena and the Fantomes  | Freddy            |             |
| 2020 | The Rental              | Josh              |             |
| 2021 | The Birthday Cake       | Tommaso           |             |
| 2023 | Fremont                 | Daniel            |             |
| 2023 | The Iron Claw           | Kerry Von Erich   | [ 11 ]      |
| 2023 | Fingernails             | Ryan              |             |
| 2025 | Deliver Me from Nowhere | Bruce Springsteen | [ 12 ]      |
| 2026 | The Mandalorian & Grogu | Rotta the Hutt    | [ 13 ]      |

### Televisão
| Ano           | Título                            | Papel                   | Notas                          |
| ------------- | --------------------------------- | ----------------------- | ------------------------------ |
| 2006          | Conviction                        | Jack Phelps             | Episódio: "Libertação"         |
| 2007-08       | Law & Order                       | Jeremy/Andy Steel       | 2 episódios                    |
| 2010          | Law & Order: Special Victims Unit | Michael Parisi          | Episódio: "Tocha"              |
| 2011-21       | Shameless                         | Phillip "Lip" Gallagher | Papel principal; 134 episódios |
| 2018          | Homecoming                        | Shrier                  | 4 episódios                    |
| 2022-presente | The Bear                          | Carmen 'Carmy' Berzatto | Papel principal; 35 episódios  |

## Prêmios e indicações
| Ano  | Obra indicada | Prêmio                             | Categoria                                                      | Resultado | Ref.   |
| ---- | ------------- | ---------------------------------- | -------------------------------------------------------------- | --------- | ------ |
| 2014 | Shameless     | Prêmios Critics' Choice Television | Melhor Ator Coadjuvante em Série de Comédia                    | Indicado  |        |
| 2014 | Movie 43      | Golden Raspberry Awards            | Pior Dupla na Tela (compartilhado com todo o elenco)           | Indicado  |        |
| 2023 | The Bear      | Critics' Choice Television Awards  | Melhor Ator em Série de Comédia                                | Venceu    | [ 14 ] |
| 2023 | The Bear      | Golden Globe Awards                | Melhor Ator em Série de Televisão - Musical ou Comédia         | Venceu    | [ 15 ] |
| 2023 | The Bear      | Satellite Awards                   | Melhor Ator em Série de Drama / Série de Gênero                | Indicado  | [ 16 ] |
| 2023 | The Bear      | Screen Actors Guild Awards         | Melhor Performance de um Ator Masculino em Série de Comédia    | Venceu    | [ 17 ] |
| 2023 | The Bear      | Screen Actors Guild Awards         | Performance de Elenco em Série de Comédia                      | Indicado  | [ 18 ] |
| 2023 | The Bear      | Primetime Emmy Awards              | Melhor Ator Principal em Série de Comédia                      | Venceu    | [ 19 ] |
| 2024 | The Bear      | Prêmios Globo de Ouro              | Melhor Ator em uma Série de Televisão – Musical ou Comédia     | Venceu    | [ 20 ] |
| 2024 | The Bear      | Prêmios Critics' Choice Television | Melhor Ator em Série de Comédia                                | Venceu    |        |
| 2024 | The Bear      | Prêmios Screen Actors Guild        | Destaque pela Atuação de um Ator Masculino em Série de Comédia | Pendente  | [ 21 ] |
| 2024 | The Bear      | Prêmios Screen Actors Guild        | Destaque pela Atuação de um Elenco em Série de Comédia         | Pendente  | [ 21 ] |